# Спортивна гімнастика на літніх Олімпійських іграх 2012 — кільця (чоловіки)
Змагання у  вправах на кільцях у рамках турніру зі спортивної гімнастики на літніх Олімпійських іграх 2012 року відбулись 6 серпня 2012 року на Північній арені Гринвіча. Артур Занетті, випередивши всього на одну соту бала китайця Чень Ібіна, здобув для Бразилії першу в історії олімпійську нагороду в спортивній гімнастиці.

## Призери
| Золото                   | Срібло            | Бронза                  |
| Артур Занетті · Бразилія | Чень Ібін · Китай | Маттео Моранді · Італія |

## Кваліфікація
| Місце | Гімнаст            | Країна      | Складність | Виконання | Штраф | Сума   | Підсумок |
| ----- | ------------------ | ----------- | ---------- | --------- | ----- | ------ | -------- |
| 1     | Чень Ібін          | КНР         | 6.800      | 9.058     |       | 15.858 | Q        |
| 2     | Маттео Моранді     | Італія      | 6.800      | 8.966     |       | 15.766 | Q        |
| 3     | Олександр Баландін | Росія       | 6.700      | 8.966     |       | 15.666 | Q        |
| 4     | Артур Занетті      | Бразилія    | 6.500      | 9.116     |       | 15.616 | Q        |
| 5     | Денис Аблязін      | Росія       | 6.600      | 8.900     |       | 15.500 | Q        |
| 6     | Томмі Рамос        | Пуерто-Рико | 6.800      | 8.700     |       | 15.500 | Q        |
| 7     | Федеріко Молінарі  | Аргентина   | 6.700      | 8.633     |       | 15.333 | Q        |
| 8     | Йордан Йовчев      | Болгарія    | 6.600      | 8.708     |       | 15.308 | Q        |
| 9     | Ігор Радівілов     | Україна     | 6.800      | 8.500     |       | 15.300 | R        |
| 10    | Джонатан Гортон    | США         | 6.700      | 8.466     |       | 15.166 | R        |
| 11    | Кадзухіто Танака   | Японія      | 6.000      | 9.100     |       | 15.100 | R        |

Q — кваліфікувався, R — запасний.

## Фінал

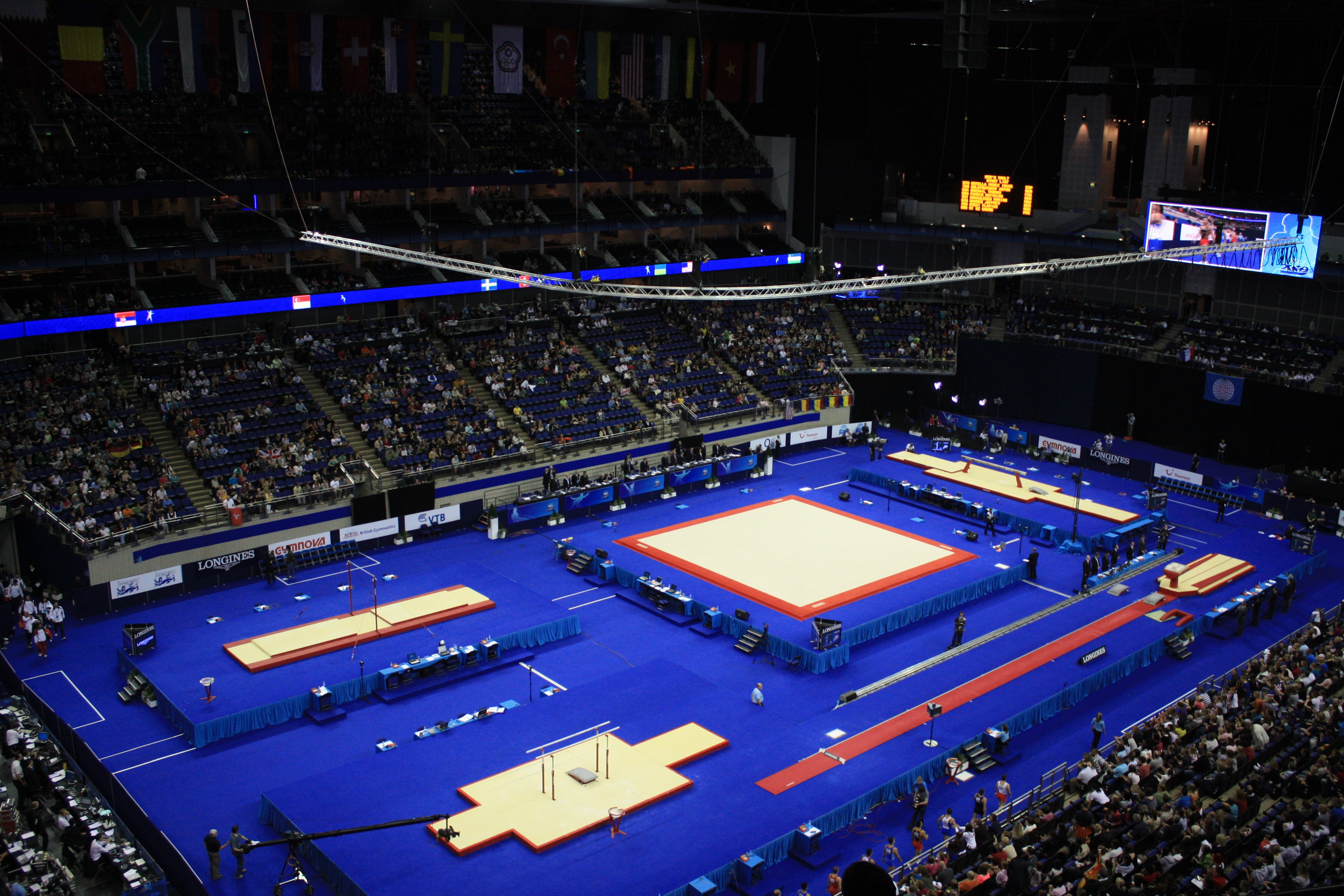
Північна арена Гринвіча

| Місце | Гімнаст            | Країна      | Складність | Виконання | Штраф | Сума   |
| ----- | ------------------ | ----------- | ---------- | --------- | ----- | ------ |
|       | Артур Занетті      | Бразилія    | 6.800      | 9.100     |       | 15.900 |
|       | Чень Ібін          | КНР         | 6.800      | 9.000     |       | 15.800 |
|       | Маттео Моранді     | Італія      | 6.800      | 8.933     |       | 15.733 |
| 4     | Олександр Баландін | Росія       | 6.700      | 8.966     |       | 15.666 |
| 5     | Денис Аблязін      | Росія       | 6.600      | 9.033     |       | 15.633 |
| 6     | Томмі Рамос        | Пуерто-Рико | 6.800      | 8.800     |       | 15.600 |
| 7     | Йордан Йовчев      | Болгарія    | 6.600      | 8.508     |       | 15.108 |
| 8     | Федеріко Молінарі  | Аргентина   | 6.700      | 8.033     |       | 14.733 |